# Lina Merlin
Angelina "Lina" Merlin (15 d'octubre del 1887 – 16 d'agost del 1979) fou una política italiana, reconeguda per crear i promocionar l'anomenada "Llei Merlin", que abolí la prostitució regulada per l'estat italià. També fou activista i educadora, i formà part de laresistència italiana.

## Biografia

### Primers anys i estudis
Filla de Giustina Poli, mestra, i de Fruttuoso Merlin, secretari municipal, Lina nasqué a Pozzonovo i va créixer en Chioggia. El 1907 es llicencià com a mestra d'escola primària. El 1914 va obtenir un títol per a ensenyar francés en secundària; va preferir, però, continuar en l'escola bàsica primària.

### Carrera
Al març del 1926, en negar-se a jurar lleialtat al govern feixista italià, la destituïren com a docent. Al novembre d'aquest any la condemnaren a cinc anys de presó; la sentència fou reduïda i tornà a Pàdua al novembre del 1929. Se n'anà a Milà al 1930; per a mantenir-se, feia classes particulars de francés.
El 1919 entrà en el Partit Socialista Italià. Merlin va col·laborar amb el setmanari socialista Eco dei lavoratori i amb la revista La Difesa delle lavoratrici. Durant la Segona Guerra Mundial, participà activament en la resistència contra els feixistes. Cofundà els Gruppi di difesa della donna. El 1944 va ajudar a fundar la Unione donne italiane i en fou presidenta durant tres mandats.
El 1946 fou elegida membre de l'Assemblea Constituent d'Itàlia representant el Partit Socialista, i això fou fonamental per a garantir la protecció dels drets de les dones i els xiquets en la nova constitució. El 1948 la triaren per al Senat de la República Italiana i hi fou reelegida el 1953. Merlin es retirà del Partit Socialista el 1961 i no se'n presentà a la reelecció després que el seu mandat acabàs al 1963.
El projecte de llei per a abolir la regulació de la prostitució (Llei 75/1958) s'introduí el 1948 i, després d'un llarg i difícil procés, s'aprovà a la primeria del 1958 i entrà en vigor al setembre d'aquest any. Merlin va treballar en el consell municipal de Chioggia del 1951 al 1955.
Conegué Dante Gallani a Milà; la parella es va casar el 1933; Gallani va morir tres anys després. Merlin va morir a Pàdua el 1979, als 91 anys.